# Hermann Ignatius Flender
Hermann Ignatius Flender (* 31. Oktober 1681 in Siegen; † 1747 in Heidelberg) war ein deutscher Theologe und Dekan.

## Leben
Er trat am 11. Juli 1701 in den Jesuitenorden ein und wurde am 27. September 1703 unter Nr. 10774 in die Matrikel der Universität Würzburg eingeschrieben. Nach der Universitätsmatrikel von Heidelberg war er dort 1714 Magister, Professor, Dekan, lehrte Philosophie. In Würzburg las er scholastische Theologie. 1729 erhielt er unter dem Promotor Henricus Menshagen den theologischen Doktorgrad. Von 1734 bis 1736 war er Professor der Apologetik in Bamberg. Im Februar 1736 wurde er Rektor des Jesuitenkollegs in Aschaffenburg.